# NRK
Pour les articles homonymes, voir NRK (homonymie).
La Norsk rikskringkasting (litt. « Société nationale norvégienne de radiodiffusion »), mieux connue sous son sigle NRK, est une société de service public norvégienne fondée en 1933 chargée de la production et de la diffusion télévisuelle et radiophonique. Elle est membre de l'Union européenne de radio-télévision et de la Nordvision. Elle constitue le plus gros groupe audiovisuel de Norvège.
Elle possède notamment quatre chaînes de télévision (NRK1, NRK2, NRK3 et NRK Super) et une dizaine de stations de radio (les principales étant P1, P2 et P3). Son siège se situe à Oslo.

## Histoire
La société privée Kringkastingsselskapet A/S commence à diffuser des programmes radio réguliers en 1925. Cette société est le prédécesseur de la Norsk rikskringkasting qui a été fondée en 1933. L'Etat possédait et contrôlait alors la NRK dont la mission la plus importante était l'éducation populaire sur le modèle de la BBC britannique. En ces temps, les conférences et programmes d'information constituaient une part importante du temps d'émission. À sa création, NRK avait 90 employés et diffusait ses programmes de 10 heures à 22h45, avec une pause entre 15 et 17 heures. 
Kringkasting est la traduction norvégienne de l'anglais broadcasting, diffusion. Elle est le fruit d'un concours organisé en 1922 par la rubrique Radio-Nyt du journal Aftenposten. Des centaines de propositions furent envoyées, et Aftenposten choisit « rundtelefonering », une expression qui ne rencontra pas le succès. Le terme anglais broadcasting continua de dominer. En 1924, le directeur des télégraphes Niels S. Nickelsen commença à utiliser l'expression « kringkasting » dans des documents internes de Telegrafverket. L'expression devint officielle en 1925.

## Services

### Radio
| - NRK P1 - NRK P2 - NRK P3 - NRK mP3 a, b - NRK Alltid nyheter a, b | - NRK Super b - NRK P1+ b - NRK P13 b - NRK Båtvær d | - NRK Folkemusikk b - NRK Jazz b - NRK Klassisk a b |

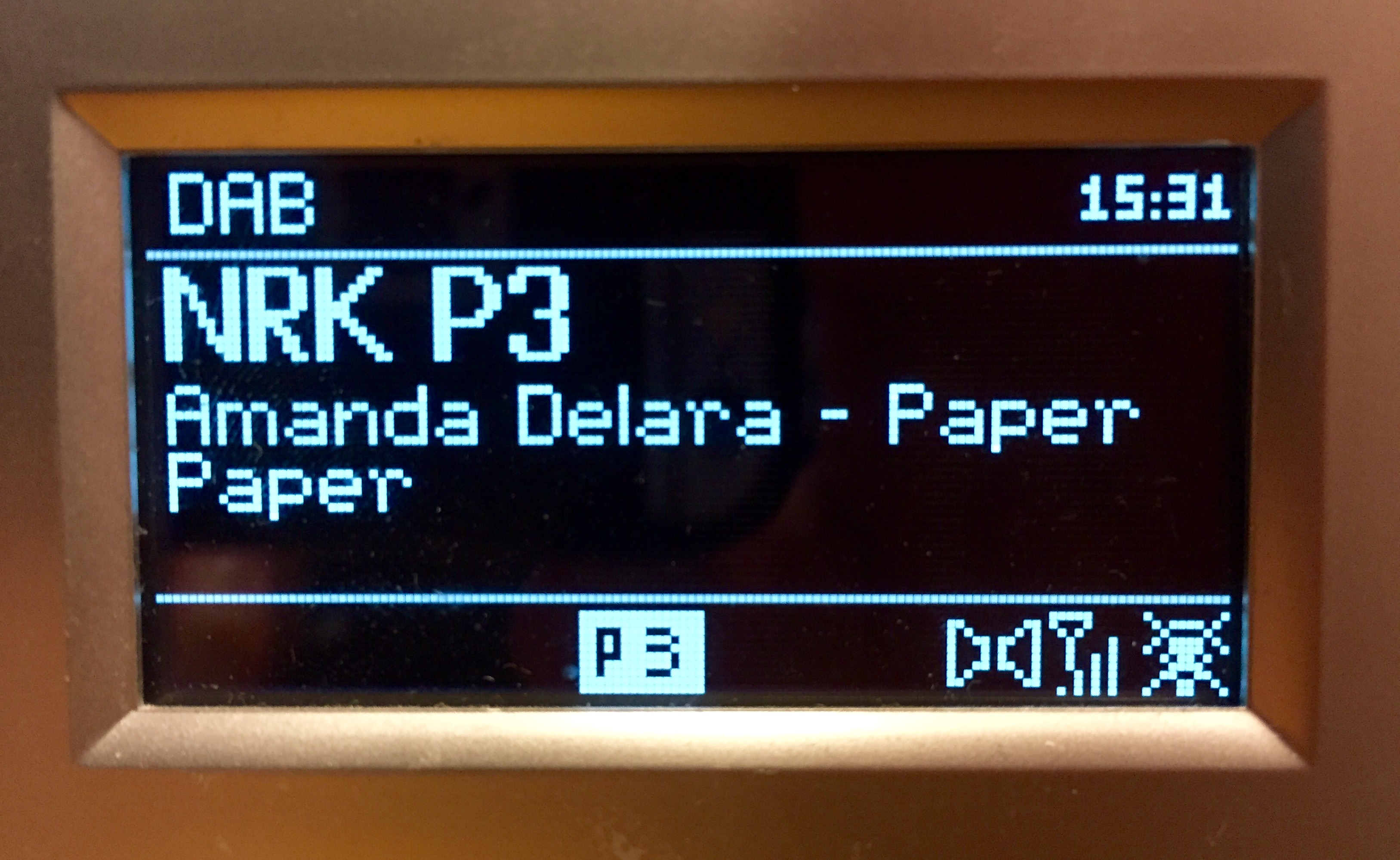
NRK P3 sur DAB

| a Disponible sur FM dans quelques parties du pays b DAB, DVB-T et par internet | c DAB seulement d Radio par internet seulement |

### Télévision
- NRK1
- NRK2
- NRK3 / NRK Super

### Diffusion régionale
La NRK compte douze bureaux régionaux en Norvège. Chaque bureau dispose de ses propres émissions, à la fois sur la télévision (par NRK1) et sur la radio (par NRK P1), ainsi que de leurs propres sites d'information sur Internet.

## Slow TV
NRK est à la pointe du mouvement Slow TV, avec trois émissions particulièrement marquantes.
En décembre 2009, NRK diffuse en temps réel le trajet ferroviaire entre Bergen et Oslo par la Ligne de Bergen. La retransmission de l'émission Bergenbanen minutt for minutt dure 7 h 16 min. 
En juin 2011, NRK retransmet le trajet du MS Nordnorge sur la ligne maritime de l'Hurtigruten de Bergen à Kirkenes. L'émission Hurtigruten minutt for minutt (no) dure 134 h, soit un peu plus de cinq jours et demi. 
En février 2020 enfin, pour célébrer le centenaire du traité du Svalbard, la chaîne publique NRK2 propose une retransmission en différé d'une croisière Hurtigruten sur le MS Spitsbergen autour de l'archipel, filmée en août 2019. L'émission "Svalbard minutt for minutt (no)" dure 222 h sans interruption, soit neuf jours et six heures : c'est alors un record mondial de durée pour une émission télévisée.